# 普林斯頓中國學社
普林斯頓中國學社（英語：Princeton China Initiative，縮寫 ）是1989年六四事件後在普林斯頓大學東亞學系成立的組織，接納因六四事件流亡海外的知識份子與學生。1992年註冊變成非營利機構，研究中國現代史與時事。普林斯頓中國學社出版網路刊物《縱覽中國》。

## 歷史

### 創辦
普林斯頓大學1951級校友約翰·艾略特(John B. Elliott）在大學主修中世紀歷史，選修中國美術課；他後來搜集中國書法等亞洲藝術品。他是中國和日本之外最大的中國書法收藏家，去世後將收藏捐給普林斯頓大學美術館。
1989年當北京宣佈戒嚴後，普林斯頓大學的幾位中國學人決定在《紐約時報》刊登全版廣告警告中華人民共和國政府，無論在任何情況下，不要用武力鎮壓和平請願的學生和人民。全版廣告費是四萬五千美元，已籌措到四萬美元，還少五千美元。有一天艾略特正好來東亞系，看到大家忙著打電話，覺得好奇，問余英時教授有什麼事？余英時告知實情後，艾略特立刻答應承擔這不足的五千美元。1989年六四事件後，余英時教授應邀到國立台灣大學演講，在台北市接到普林斯頓大學電話告訴他，艾略特到普林斯頓大學校長室捐了一百萬美元給東亞系，支持受中國政府迫害的流亡知識份子和學生。（另一說法是：艾略特打電話給余英時，說：「大屠殺太可怕了。一個人的力量那麼小，又能做些什麼呢？」余英時答：「一個人能去幫助那些手足無措的人們。」艾略特只沉默了片刻，答：「好吧，這裡有一百萬美元。」）
余英時聯繫到了自己從前的學生之一的美國國家科學院駐華辦事處主任林培瑞教授，林培瑞正忙著為屬下預定緊急撤離北京的機票。林培瑞告訴平時經常接觸的那些中國知識分子：「如果你或者你的朋友有危險，盡快逃到普林斯頓來。」一週後，普林斯頓中國學社正式成立。1989年到1993年間，這裡庇護了26個曾經在中國家喻戶曉的知識份子與學生。

### 組織
歷任董事長為約翰·艾略特 、林培瑞（現任）。
歷任主席為劉賓雁、蘇紹智。
歷任執行主席為蘇曉康、陳奎德（現任）。
普林斯頓中國學社成員如劉賓雁、蘇紹智、蘇曉康、陳奎德、鄭義，都是《北京之春雜誌》的工作人員。協助中國學社成立的余英時教授、林培瑞教授，是《北京之春雜誌》的顧問。

### 刊物
普林斯頓中國學社出版的網路刊物《縱覽中國》有何清涟、余杰、程映虹、冉云飞、杜导斌、刘柠、夏明等人的專欄。

### 活動
普林斯頓中國學社2011年7月9-10日在美國首都華盛頓特區舉辦為期兩天的「民主中國與未來西藏」論壇，數百名華人學者和民主人士參加了該研討會。美國國家民主基金會主席卡爾·葛斯曼在開幕式上致詞，西藏精神領袖第十四世達賴喇嘛於10日發表演說。

### 軼事
據鄭義回憶，阮銘曾經因為誤認普林斯頓中國學社主席劉賓雁阻攔他加入學社，拍桌子大罵劉賓雁。阮銘回憶錄中只提到，余英時邀請他加入普林斯頓中國學社。
在六四事件20周年時，柴玲宣布捐款一百萬美元支持中國人權與民主運動，並且表示，感謝艾略特當年捐款一百萬美元支持普林斯頓中國學社，她才有機會畢業與創業。
賓州大學中國專家林蔚教授稱讚艾略特捐款支持成立普林斯頓中國學社，對中國與普林斯頓都有很大貢獻。

## 贊助者
1989年六四事件後，創業投資家、普林斯頓大學校董約翰·艾略特捐贈了一百萬美金作為普林斯頓中國學社成立的資金。
1992年，艾略特的捐款已用完，余英時教授從中華民國政府的預算中得到贊助，使普林斯頓中國學社得以繼續存在。普林斯頓大學的政策是不接受外國政府的資助，因此自1992年7月開始，普林斯頓中國學社脫離普林斯頓大學，成為獨立的學術機構。
普林斯頓中國學社的贊助者包括美國國家民主基金會。美國國家民主基金會2012年贊助中國學社的計畫總計約75萬美元，包括：
- 人權計畫： US$490,000
- 出版《縱覽中國》：US$190,150
- 民主演變計畫：US$69,100[20]

美國國家民主基金會2011年贊助中國學社的計畫總計約103萬美元，包括：
- 人權計畫：US$490,000
- 出版《縱覽中國》：US$171,500
- 中國數位網路計畫：US$370,000[21]